# Обважнювачі бурових розчинів
Обважнювачі бурових розчинів (рос. утяжелители буровых растворов; англ. mud weighting materials, weighting materials (loading agents) of mud, drilling mud heaver, нім. Beschwerungsmittel n pl, Schwerstoffe m pl der Bohrspülungen) — хімічно інертні малоабразивні важкі мінерали, які використовуються для збільшення густини бурових розчинів. Вводяться в розчин для надання йому заданої густини.
Як О. в основному використовується барит, густина якого 4200-4500 кг/м3.
Інші О. застосовуються в спеціальних умовах; наприклад, при розкритті продуктивних пластів, у буровий розчин вводять кислоторозчинні карбонатні мінерали — сидерит (з густиною 3700-3900 кг/м3), доломіт (2800—2900 кг/м3), при бурінні в аномальних пластових умовах густину бурового розчину підвищують до 2350—2400 кг/м3 за рахунок додавання галеніту (7400-7700 кг/м3), гематит у (4900-5300 кг/м3), магнетиту (5000-5200 кг/м3). Ефективним О. є магбар, який має високу обважнювальну здатність, меншу вартість та менші питомі витрати порівняно з баритом і магнетитом (Рябоконь С. А., Мосин В. А. // Строительство нефт. и газ. скважин на суше и на море. — 2000. — 3. — С. 27-31).
Густина обважненого бурового розчину повинна забезпечувати тиск розчину на стінки свердловини, який перевищує пластовий на 5-10 %.
Для введення О. в буровий розчин використовуються гідравлічні мішалки чи гідророзмішувачі ежекторного типу. Буровий насос пропомповує через ежекторний змішувач розчин, який треба обважнити, одночасно включається в роботу тарільчастий живильник, який подає в змішувач порошок. Із змішувача розчин надходить в ємкість насоса і подається у свердловину. Обважнені бурові розчини використовуються для запобігання прониканню в стовбур свердловини газу, нафти, води з пластів, зберігання цілісності стінок свердловини, складених слабкозцементованими породами, зменшення навантаження на талеву систему.